# Discografia di Rocco Hunt
La discografia di Rocco Hunt, cantautore e rapper italiano, è composta da sei album in studio, un mixtape, un EP, quarantuno singoli e quarantasei video musicali (inclusi quelli come artista ospite), pubblicati dal 2010.

## Album in studio
| Anno | Titolo | Classifiche | Certificazioni     |
| Anno | Titolo | ITA         | Certificazioni     |
| ---- | --- | ----------- | ------------------ |
| 2013 | Poeta urbano - Pubblicato: 25 giugno 2013 - Etichetta: Sony Music - Formato: CD, download digitale, streaming | 5           |                    |
| 2014 | 'A verità - Pubblicato: 25 marzo 2014 - Etichetta: Sony Music - Formato: CD, download digitale, streaming     | 1           | - ITA: Platino     |
| 2015 | SignorHunt - Pubblicato: 23 ottobre 2015 - Etichetta: Sony Music - Formato: CD, download digitale, streaming  | 2           | - ITA: Oro         |
| 2019 | Libertà - Pubblicato: 30 agosto 2019 - Etichetta: RCA - Formato: CD, download digitale, streaming             | 1           | - ITA: Platino (2) |
| 2021 | Rivoluzione - Pubblicato: 5 novembre 2021 - Etichetta: Epic - Formato: CD, LP, download digitale, streaming   | 1           | - ITA: Platino (2) |
| 2025 | Ragazzo di giù - Pubblicato: 25 aprile 2025 - Etichetta: Epic - Formato: CD, LP, download digitale, streaming | 2           |                    |

## Mixtape
| Anno | Titolo                                                                                           |
| ---- | ------------------------------------------------------------------------------------------------ |
| 2011 | Spiraglio di periferia - Pubblicato: 2011 - Etichetta: Honiro Label - Formato: download digitale |

## Extended play
| Anno | Titolo |
| ---- | --- |
| 2010 | A' music è speranz (pubblicato come Hunt MC) - Pubblicato: 2010 - Etichetta: Dint Recordz - Formato: CD, download digitale |

## Singoli

### Come artista principale
| Anno                                                         | Titolo                                            | Classifiche | Classifiche | Classifiche | Classifiche | Certificazioni                                             | Album di provenienza       |
| Anno                                                         | Titolo                                            | ITA         | FRA         | SPA         | SWI         | Certificazioni                                             | Album di provenienza       |
| ------------------------------------------------------------ | ------------------------------------------------- | ----------- | ----------- | ----------- | ----------- | ---------------------------------------------------------- | -------------------------- |
| 2013                                                         | Io posso                                          | —           | —           | —           | —           |                                                            | Poeta urbano               |
| 2013                                                         | Fammi vivere                                      | —           | —           | —           | —           |                                                            | Poeta urbano               |
| 2013                                                         | L'ammore overo                                    | —           | —           | —           | —           |                                                            | Poeta urbano               |
| 2014                                                         | Nu juorno buono                                   | 5           | —           | —           | —           | - ITA: Platino                                             | 'A verità                  |
| 2014                                                         | Vieni con me                                      | 56          | —           | —           | —           | - ITA: Oro                                                 | 'A verità                  |
| 2014                                                         | Ho scelto me                                      | —           | —           | —           | —           | - ITA: Oro                                                 | 'A verità 2.0              |
| 2015                                                         | Vene e vvà                                        | 63          | —           | —           | —           | - ITA: Oro                                                 | SignorHunt                 |
| 2015                                                         | Se mi chiami (feat. Neffa)                        | 69          | —           | —           | —           | - ITA: Platino                                             | SignorHunt                 |
| 2016                                                         | Wake Up                                           | 11          | —           | —           | —           | - ITA: Oro                                                 | SignorHunt Wake Up Edition |
| 2016                                                         | Sto bene così                                     | —           | —           | —           | —           |                                                            | SignorHunt Wake Up Edition |
| 2016                                                         | Stella cadente (feat. Annalisa)                   | —           | —           | —           | —           | - ITA: Oro                                                 | SignorHunt Wake Up Edition |
| 2017                                                         | Kevvuo'                                           | —           | —           | —           | —           |                                                            | /                          |
| 2017                                                         | Niente da bere                                    | —           | —           | —           | —           |                                                            | /                          |
| 2017                                                         | Invece no                                         | —           | —           | —           | —           |                                                            | /                          |
| 2018                                                         | Arrivano i prof                                   | —           | —           | —           | —           |                                                            | /                          |
| 2018                                                         | Fammi scendere                                    | —           | —           | —           | —           |                                                            | /                          |
| 2018                                                         | Tutte 'e parole                                   | —           | —           | —           | —           |                                                            | /                          |
| 2019                                                         | Ngopp' a luna (feat. Nicola Siciliano)            | 44          | —           | —           | —           | - ITA: Oro                                                 | Libertà                    |
| 2019                                                         | Cuore rotto (feat. Gemitaiz)                      | 97          | —           | —           | —           |                                                            | Libertà                    |
| 2019                                                         | Benvenuti in Italy                                | —           | —           | —           | —           | - ITA: Oro                                                 | Libertà                    |
| 2019                                                         | Ti volevo dedicare (feat. J-Ax & Boomdabash)      | 2           | —           | —           | —           | - ITA: Platino (5)                                         | Libertà                    |
| 2019                                                         | Se tornerai (feat. Neffa)                         | 64          | —           | —           | —           | - ITA: Oro                                                 | Libertà                    |
| 2020                                                         | Stu core t'apparten                               | 4           | —           | —           | —           | - ITA: Platino                                             | Libertà Repack             |
| 2020                                                         | Sultant' a mia                                    | 41          | —           | —           | —           |                                                            | Rivoluzione                |
| 2020                                                         | A un passo dalla Luna (con Ana Mena)              | 1           | 11          | 4           | 31          | - ITA: Platino (6) - FRA: Platino - SPA: Platino (6) + Oro | Rivoluzione                |
| 2021                                                         | Che me chiamme a fa? (feat. Geolier)              | 8           | —           | —           | —           | - ITA: Oro                                                 | Rivoluzione                |
| 2021                                                         | Un bacio all'improvviso (con Ana Mena)            | 4           | —           | 55          | —           | - ITA: Platino (4) - SPA: Platino (2)                      | Rivoluzione                |
| 2021                                                         | Fantastica (con i Boomdabash)                     | 48          | —           | —           | —           | - ITA: Oro                                                 | Rivoluzione                |
| 2022                                                         | Caramello (con Elettra Lamborghini e Lola Índigo) | 3           | —           | —           | —           | - ITA: Platino (4)                                         | Rivoluzione                |
| 2022                                                         | A' vita senz' e te (Me fà paura)                  | 67          | —           | —           | —           | - ITA: Oro                                                 | /                          |
| 2023                                                         | Non litighiamo più                                | 11          | —           | —           | —           | - ITA: Platino (3)                                         | /                          |
| 2024                                                         | Musica italiana                                   | 63          | —           | —           | —           | - ITA: Oro                                                 | /                          |
| 2024                                                         | Push!                                             | —           | —           | —           | —           |                                                            | /                          |
| 2025                                                         | Mille vote ancora                                 | 24          | —           | —           | —           |                                                            | Ragazzo di giù             |
| 2025                                                         | Cosa ti amo a fare?                               | —           | —           | —           | —           |                                                            | Ragazzo di giù             |
| 2025                                                         | Oh ma (con Noemi)                                 | 28          | —           | —           | —           |                                                            | Ragazzo di giù             |
| "—" indica una pubblicazione non classificata in quel paese. |                                                   |             |             |             |             |                                                            |                            |

### Come artista ospite
| Anno                                                         | Titolo                                                                      | Classifiche | Album di provenienza |
| Anno                                                         | Titolo                                                                      | ITA         | Album di provenienza |
| ------------------------------------------------------------ | --------------------------------------------------------------------------- | ----------- | -------------------- |
| 2014                                                         | Giungla (Clementino feat. Rocco Hunt)                                       | —           | Mea culpa            |
| 2015                                                         | Seven (Caneda feat. Fedez, J-Ax, Gemitaiz, Rocco Hunt, Baby K e Emis Killa) | —           | /                    |
| 2018                                                         | Ammò (Achille Lauro feat. Rocco Hunt, Clementino)                           | 59          | Pour l'amour         |
| 2022                                                         | Candela (Nia e Lennis Rodriguez feat. Rocco Hunt)                           | —           | /                    |
| 2024                                                         | Peyote (Articolo 31 feat. Fabri Fibra e Rocco Hunt)                         | 46          | Protomaranza         |
| "—" indica una pubblicazione non classificata in quel paese. |                                                                             |             |                      |

## Altri brani entrati in classifica
| Anno | Titolo                        | Classifiche | Certificazioni | Album di provenienza |
| Anno | Titolo                        | ITA         | Certificazioni | Album di provenienza |
| ---- | ----------------------------- | ----------- | -------------- | -------------------- |
| 2014 | Tutto resta                   | 94          |                | 'A verità            |
| 2014 | The Show                      | 57          |                | 'A verità            |
| 2019 | Nisciun' (feat. Geolier)      | 24          | - ITA: Platino | Libertà              |
| 2019 | Buonanotte amò                | 53          | - ITA: Oro     | Libertà              |
| 2019 | Mai più (feat. Achille Lauro) | 77          |                | Libertà              |

## Collaborazioni
- 2012 – NSP feat. Mostro & Rocco Hunt - Mad Skills (da Socia Mixtape)
- 2012 – El Raton, Ensi, Salmo, Enigma, Bassi Maestro, Gemitaiz e Rocco Hunt – King's Supreme (da Machete Mixtape)
- 2012 – Enigma, Nitro & Primo – Grindalo (da Machete Mixtape II)
- 2013 – The Night Skinny feat. Rocco Hunt – Futuro
- 2013 – Ntò feat. Casino Royale e Rocco Hunt – Destino o scelta (da Il coraggio impossibile)
- 2013 – Clementino feat. Rocco Hunt – Giungla (da Mea culpa)
- 2013 – Fritz da Cat feat. Rocco Hunt & Salmo – La mia ispirazione (da Leaks)
- 2013 – Fritz da Cat feat. Rocco Hunt e Parix – Come Adamo ed Eva (da Fritz)
- 2014 – Franco Ricciardi feat. Rocco Hunt – Treno Luntane (da Figli e figliastri)
- 2014 – MadMan, Nitro, Rocco Hunt, Salmo, Bassi Maestro, El Raton, Enigma, Noyz Narcos, Rasty Kilo, Gemitaiz & Jack the Smoker – Battle Royale (da Machete Mixtape III)
- 2014 – Deborah Iurato feat. Rocco Hunt - Sono molto buona (da Libere)
- 2014 – The Night Skinny feat. Achille Lauro, Johnny Marsiglia, Ensi, Noyz Narcos, Chicoria, Louis Dee, Er Costa, Clementino, Rocco Hunt & Egreen - Indian Tweet Posse (da Zero Kills)
- 2015 – Lowlow feat. Rocco Hunt – Non è abbastanza (da Metriche vol. 2)
- 2015 – Don Joe feat. Clementino & Rocco Hunt – Woodstock (da Ora o mai più)
- 2017 - Nerone feat. Rocco Hunt - Sembra Ieri (da Max)
- 2018 – Achille Lauro feat. Clementino & Rocco Hunt – Ammò (da Pour l'amour)
- 2018 – Boomdabash feat. Rocco Hunt – Gente del sud (da Barracuda)
- 2020 – Gigi D'Alessio feat. Rocco Hunt – Chiove (da Buongiorno)
- 2020 – Nicola Siciliano feat. Rocco Hunt & Valerio Nazo – Collera (da Napoli 51)
- 2021 – Nino D'Angelo feat. Rocco Hunt – Chillo è comm'a te (da Il poeta che non sa parlare)
- 2022 – Clementino feat. Rocco Hunt - Emirates (da Black Pulcinella)
- 2024 – Chanel, Zé Felipe e Rocco Hunt – Hasta que amanezca (da ¡Agua!)
- 2024 – Baby Gang feat. Rocco Hunt – Serenata gangster (da L'angelo del male)

## Video musicali
| Anno | Titolo                         | Regista/i                                  |
| ---- | ------------------------------ | ------------------------------------------ |
| 2011 | Nun c' sta paragon'            | —                                          |
| 2012 | O' mar 'e o' sole              | Rocco Hunt                                 |
| 2012 | Quante cose                    | Raimo Production                           |
| 2012 | RH positivo                    | Raimo Production                           |
| 2012 | Come hanno fatto tutti         | Claudio "Bee" La Ragione, Raimo Production |
| 2013 | Pane e rap                     | Mauro Russo                                |
| 2013 | Io posso                       | Mauro Russo                                |
| 2013 | Fammi vivere                   | Luca Tartaglia                             |
| 2013 | L'ammore overo                 | —                                          |
| 2014 | Nu juorno buono                | —                                          |
| 2014 | Tutto resta                    | —                                          |
| 2014 | Vieni con me                   | —                                          |
| 2014 | Giovane disorientato           | YouNuts!                                   |
| 2014 | Ho scelto me                   | YouNuts!                                   |
| 2014 | Capocannonieri                 | Mauro Russo                                |
| 2015 | Il sole tra i palazzi          | Alessandro Raimo                           |
| 2015 | Vene e vvà                     |                                            |
| 2015 | SignorHunt                     | Maccio Capatonda                           |
| 2015 | Se mi chiami                   | —                                          |
| 2016 | Tengo voglia 'e sunnà          | Fabrizio Conte                             |
| 2016 | Wake Up                        | —                                          |
| 2016 | Sto bene così                  | —                                          |
| 2016 | O' reggae de guagliune         | —                                          |
| 2016 | Stella cadente                 | Gaetano Morbioli                           |
| 2017 | Kevvuo'                        | Mauro Russo                                |
| 2017 | Niente da bere                 | Angelo Guarracino                          |
| 2017 | Santa Margherita 104 Freestyle | Alessandro Raimo, Rocco Hunt               |
| 2017 | Invece no                      | Mauro Russo                                |
| 2018 | Fammi scendere                 | Mauro Russo                                |
| 2018 | Tutte 'e parole                | Ired Produzioni                            |
| 2019 | Ngopp' a luna                  | Vincenzo Improta                           |
| 2019 | Benvenuti in Italy             | The Astronauts                             |
| 2019 | Ti volevo dedicare             | Fabrizio Conte                             |
| 2020 | Stu core t'apparten            | Vincenzo Improta, Lorenzo Pellegrino       |
| 2020 | A un passo alla Luna           | The Astronauts                             |
| 2020 | Che me chiamme a fa?           | Damn Films                                 |
| 2021 | Un bacio all'improvviso        | Fabrizio Conte                             |
| 2021 | Fantastica                     | Fabrizio Conte                             |
| 2021 | Nel percorso                   | Fabrizio Conte                             |
| 2022 | Caramello                      | Fabrizio Conte                             |
| 2022 | Candela                        | JLlamas                                    |
| 2023 | Non litighiamo più             | Fabrizio Conte                             |
| 2024 | Musica italiana                | Fabrizio Conte                             |
| 2025 | Mille vote ancora              | Fabrizio Conte                             |
| 2025 | Cosa ti amo a fare?            | Fabrizio Conte                             |
| 2025 | Oh ma                          | Fabrizio Conte                             |